# Gnathophis nystromi nystromi
Gnathophis nystromi nystromi is een ondersoort van de straalvinnige vissen uit de familie van de zeepalingen (Congridae). De wetenschappelijke naam van de soort is voor het eerst geldig gepubliceerd in 1901 door Jordan & Snyder.